# 다시포곤과
다시포곤과(Dasypogon科, 학명: Dasypogonaceae 다시포고나케아이[*])는 종려목의 과이다. 이 과는 분류학자들에게 보편적으로 인정되고 있지는 않다. 이 과의 식물들은 보통 크산토로이아과(Xanthorrhoeaceae)에 포함되어 있었다.
2003년의 APG II 분류 체계(1998년의 APG 분류 체계와 변하지 않은)는 하나의 과로 채택하고, 닭의장풀군에 분류하였으나 특정 목으로 분류하지는 않았다. 또한 닭의장풀군은 외떡잎식물군에 속한다.
이 과는 오스트레일리아가 원산지이며, 4개의 속에 16종을 포함하고 있다. 가장 잘 알려진 종은 킹기아 아우스트랄리스(Kingia australis)이다.

## 하위 분류
- 다시포곤속(Dasypogon R.Br.)
- Baxteria R.Br. ex Hook.
- Calectasia R.Br.
- Kingia R.Br.